# Overbeckia subclavata
Overbeckia subclavata är en myrart som beskrevs av Hugo Viehmeyer 1916. Overbeckia subclavata ingår i släktet Overbeckia och familjen myror. Inga underarter finns listade i Catalogue of Life.

## Bildgalleri

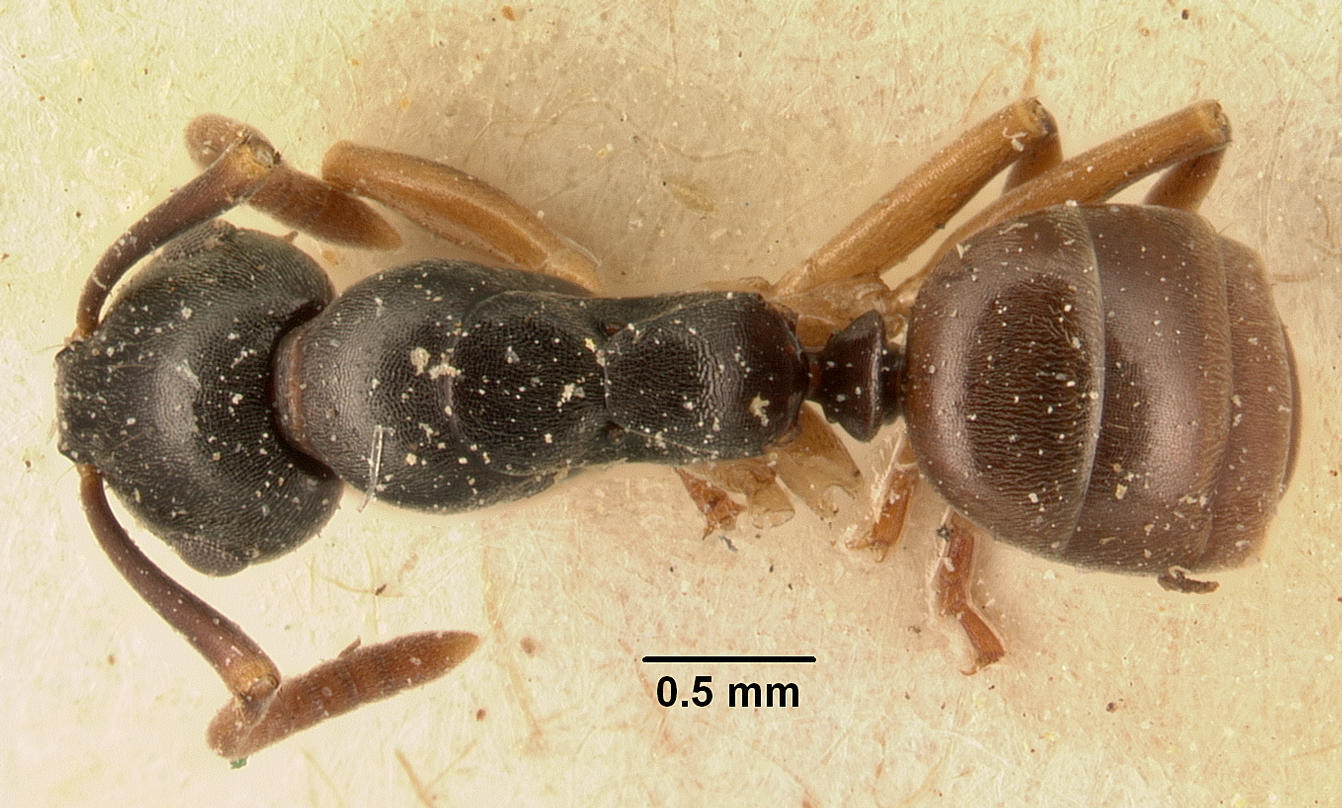
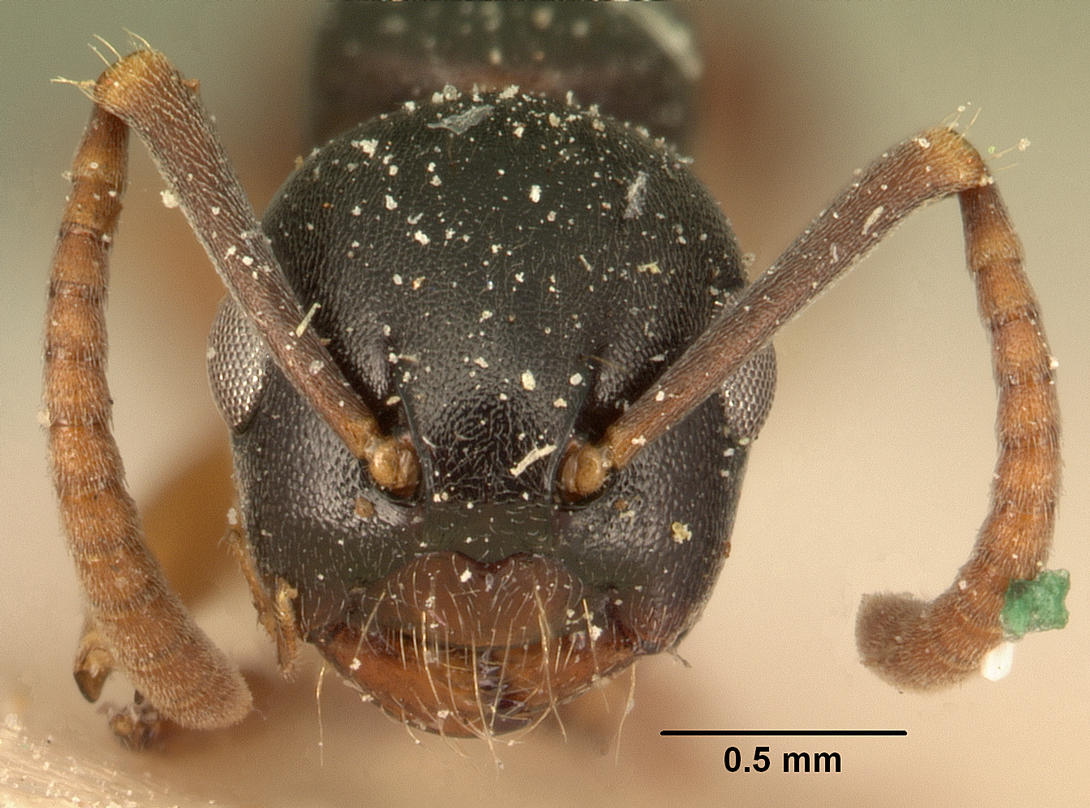
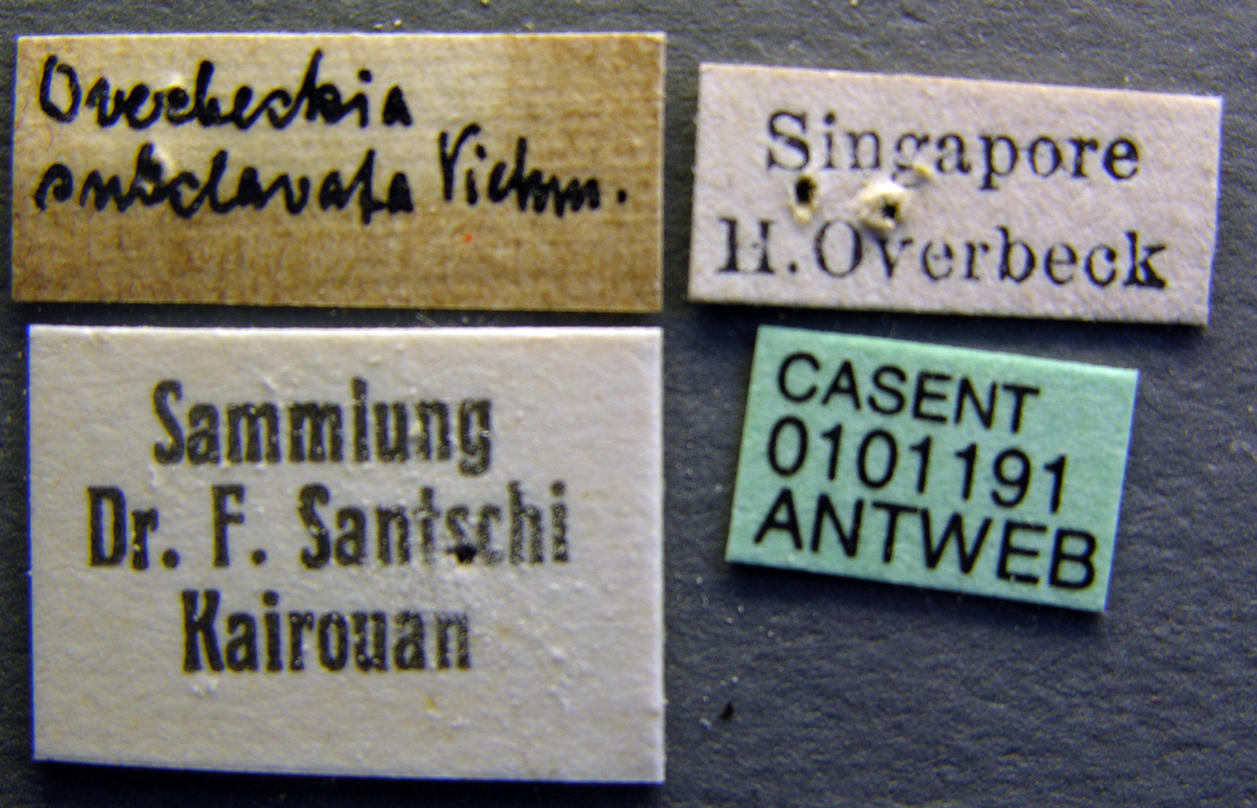
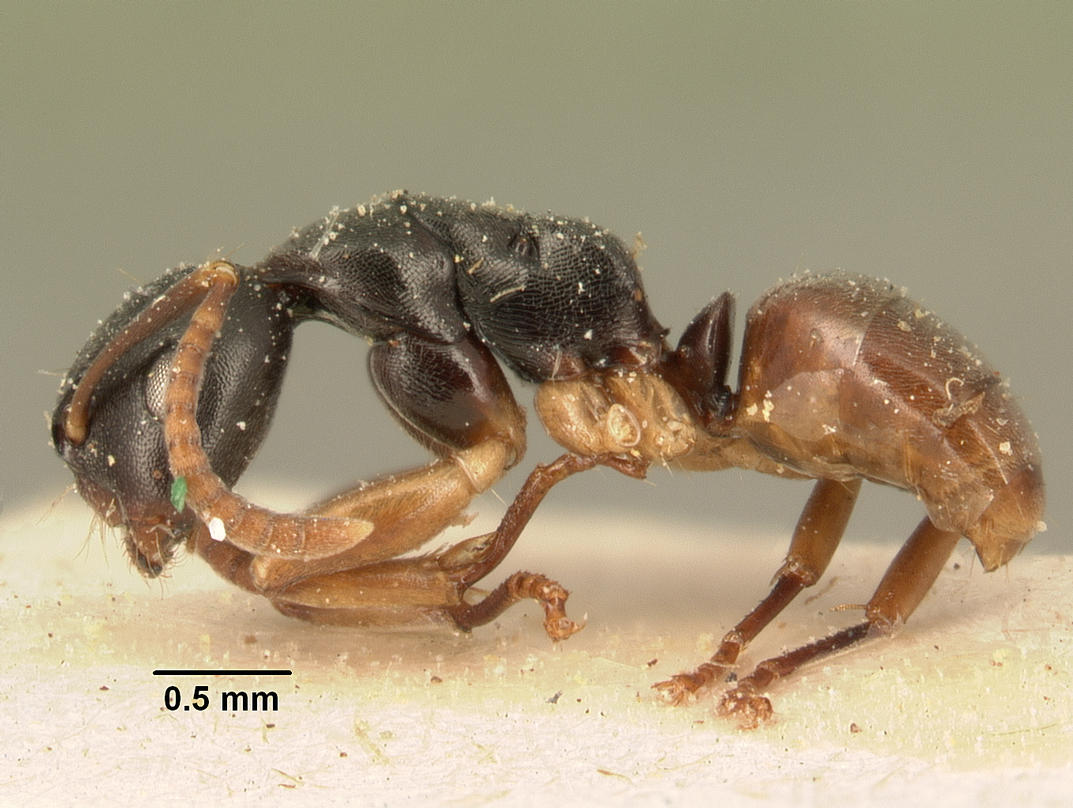
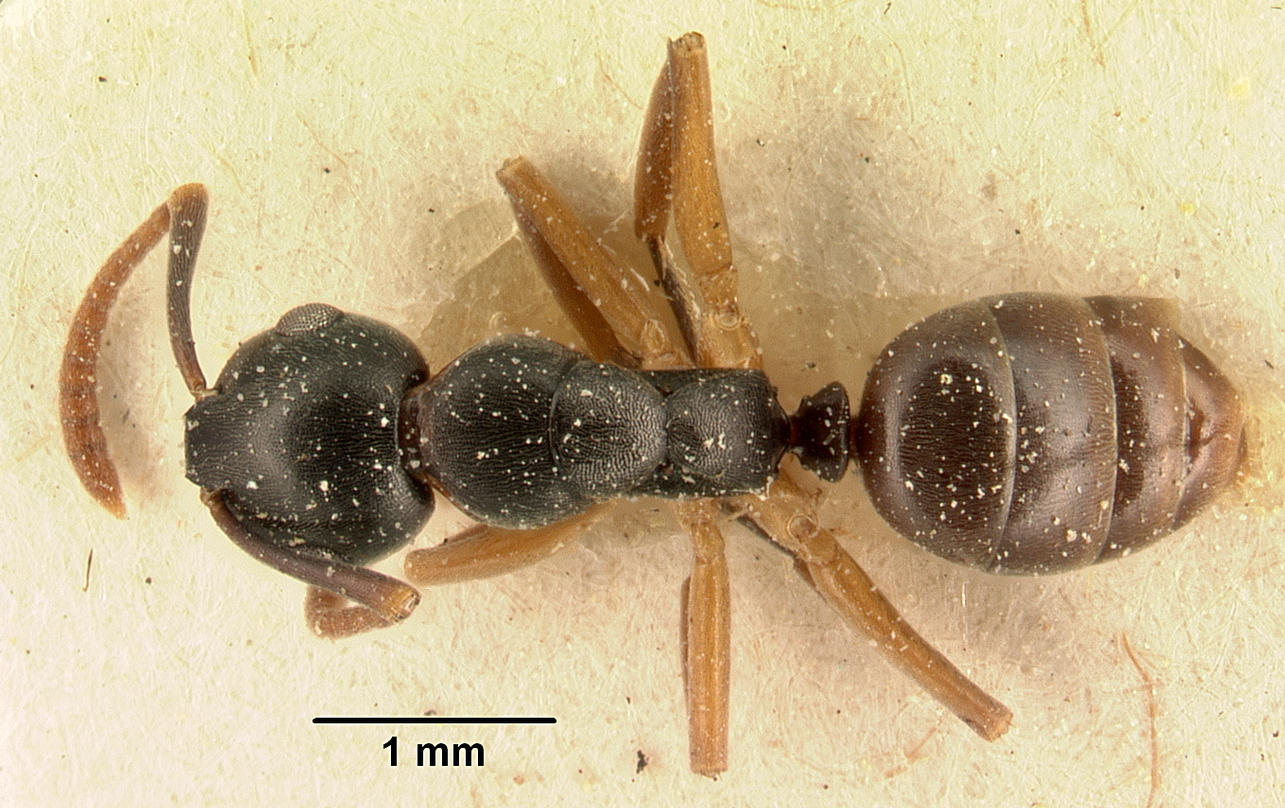
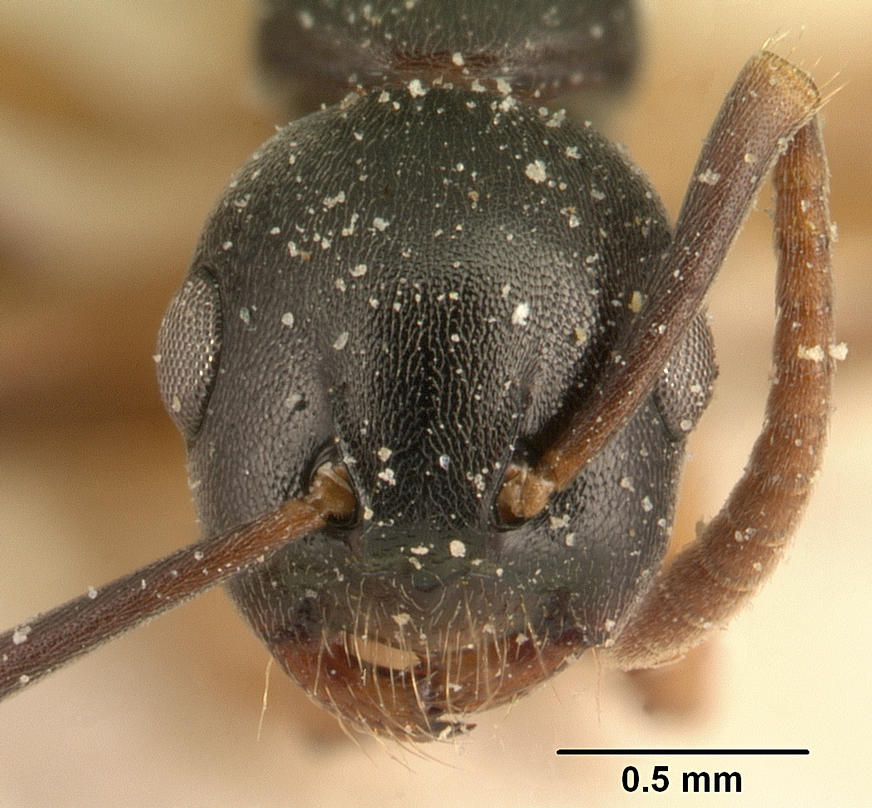